# Rzepiska (województwo podlaskie)
Rzepiska – (gwarowe Rêpiska) wieś w Polsce położona w województwie podlaskim, w powiecie hajnowskim, w gminie Hajnówka.
Wieś królewska w leśnictwie  bielskim w ziemi bielskiej województwa podlaskiego w 1795 roku. W latach 1975–1998 miejscowość położona była w województwie białostockim.

## Historia
Wieś powstała przed rokiem 1775. Nazwa oznacza miejsce, gdzie niegdyś rosła rzepa. W 1847 roku stały tu 44 domy, w których mieszkało 244 osób, w 1939 w 60 domach mieszkało 341 osób, w 2007 mieszkało tu 67 osób.
W okresie międzywojennym było duże rozdrobnienie gospodarstw, zagony były wąskie (co powodowało konflikty), stosowano trójpolówkę. W poszukiwaniu pracy najmowano się w majątku Hermanowo, dostarczano kamienie na budowę brukowej drogi z Narwi do Bielska Podlaskiego.
Po II wojnie światowej z Rzepisk wyjechało 21 gospodarzy do ZSRR. Według stanu z 31 grudnia 2012 mieszkało tu 84 stałych mieszkańców.

Tradycyjnie zdobione domy
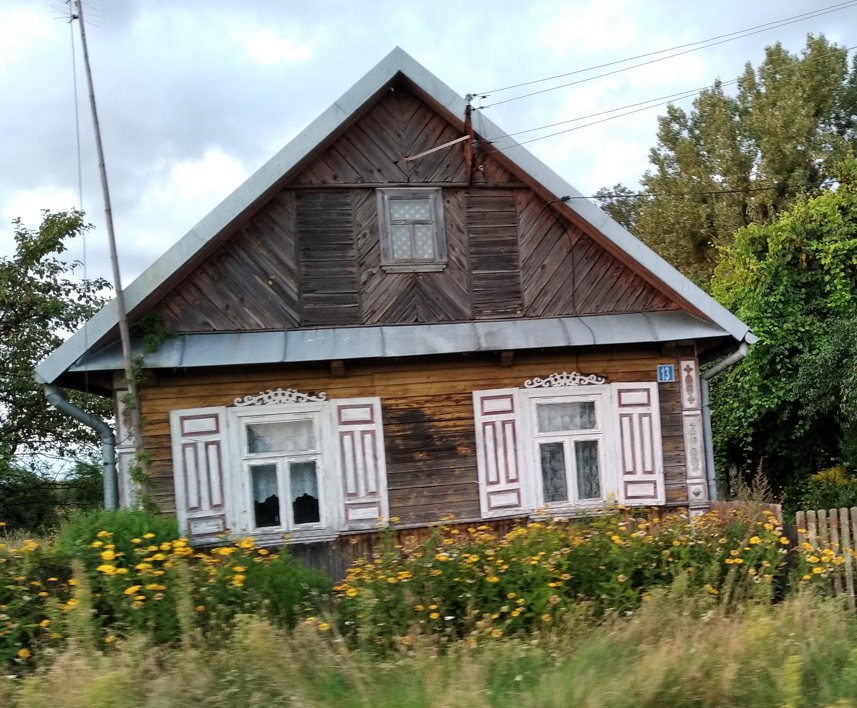
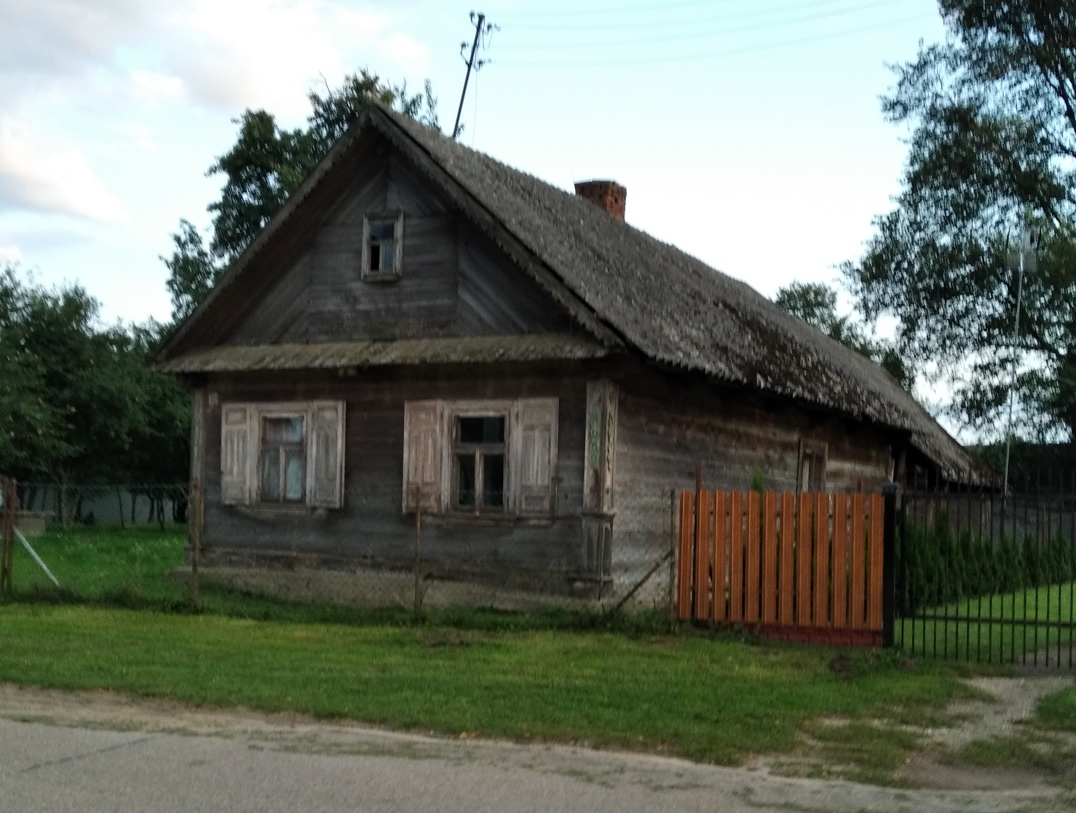
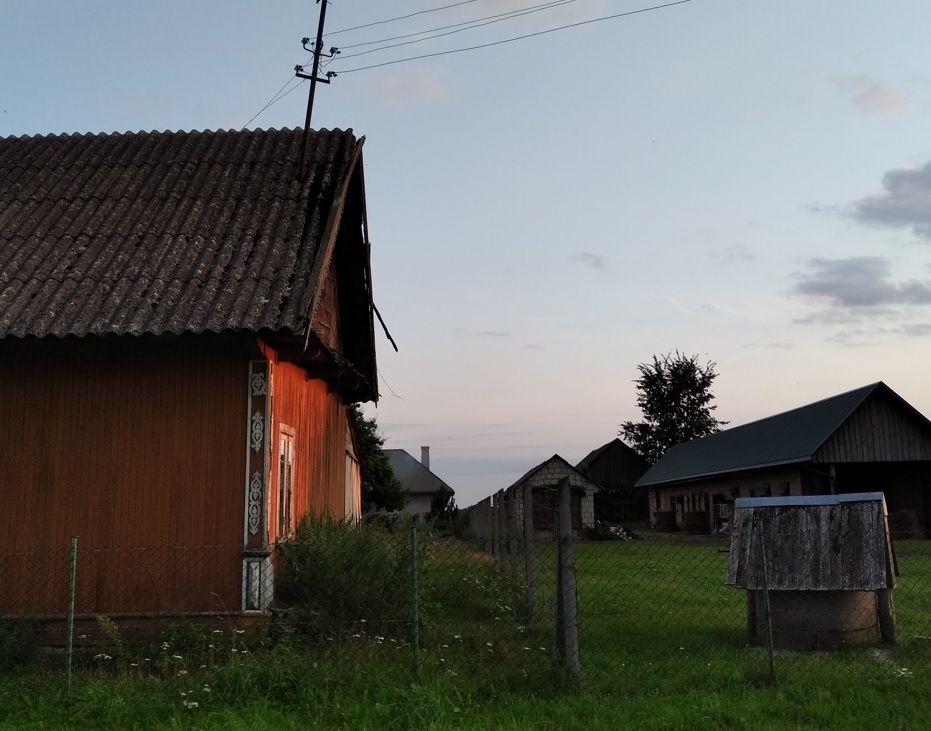

## Religia
Mieszkańcy wsi są wyznania prawosławnego, należą do parafii w Łosince. Według stanu parafii z 31 grudnia 2007 roku, 67 parafian pochodziło z Rzepisk.

Prawosławne krzyże wotywne
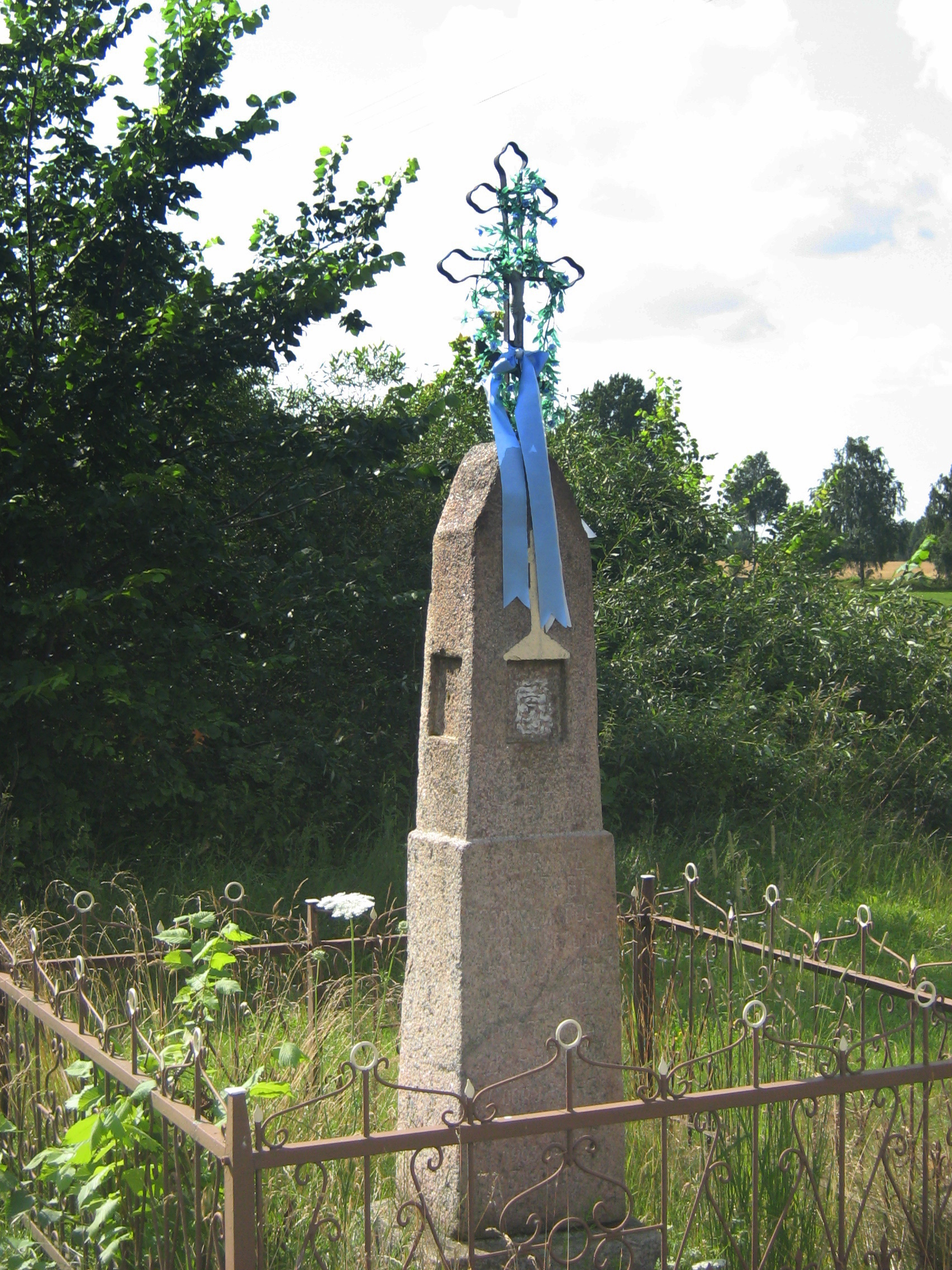
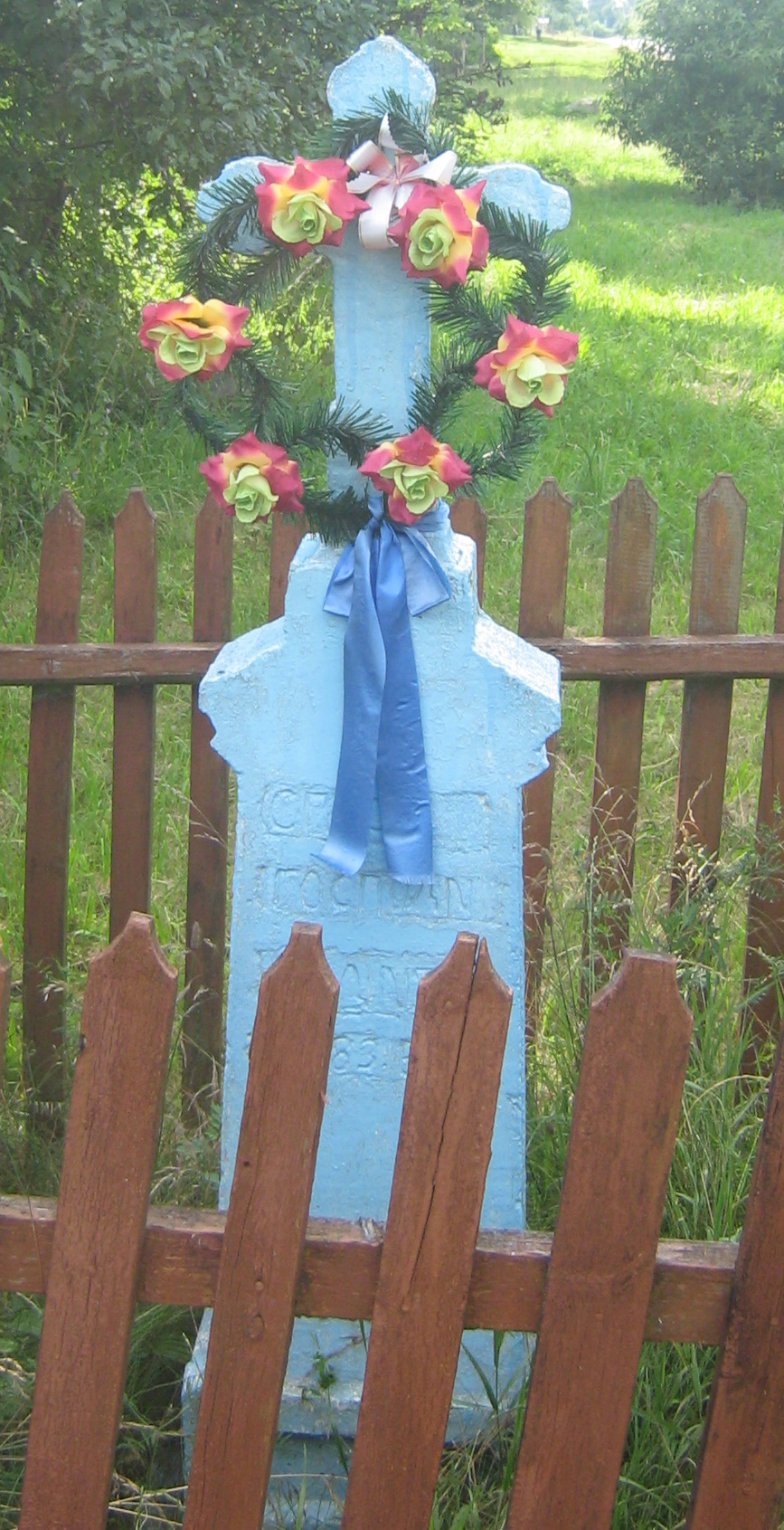

## Zobacz też

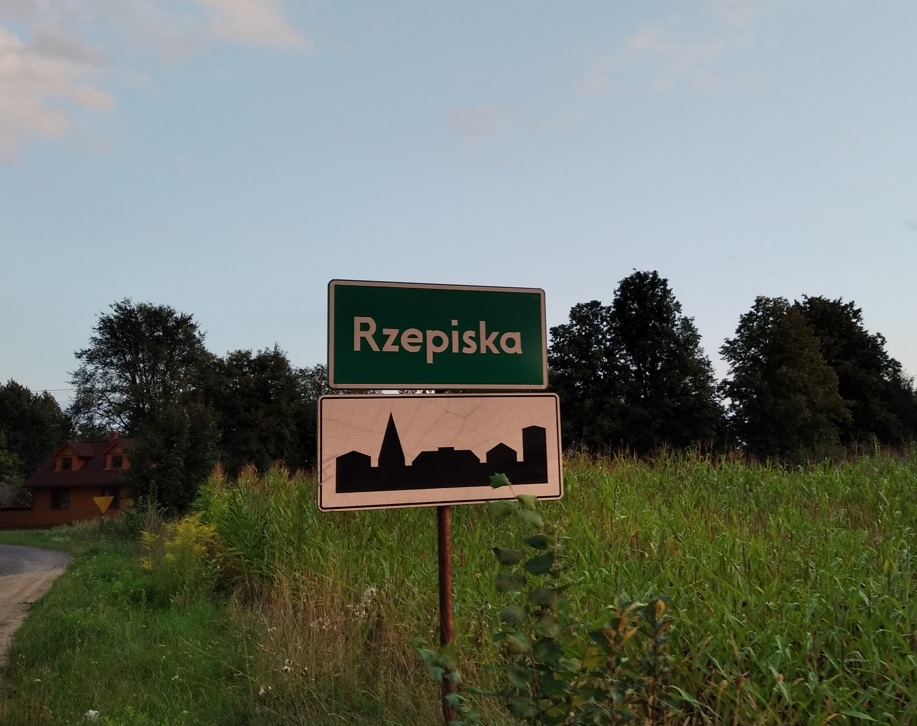
Znak miejscowości